# H.323
H.323 — рекомендація ITU-T, що визначає набір стандартів для передачі мультимедіа-даних по мережах з пакетною передачею. Отримав досить широке поширення в рамках послуг IP-телефонії.
Стандарт H.323 був прийнятий міжнародним союзом електрозв'язку (ITU) для забезпечення сумісності (компонентів, протоколів і процедур) при двоточковій і багатосторонній передачі в режимі реального часу звукових сигналів, відеосигналів і даних по мережах з пакетною комутацією, таких як Інтернет.
H.323 — є частиною сукупності стандартів (H.32x), які розглядають можливості організації мультимедійного зв'язку по безлічі мереж:
- H.310 — для організації мультимедійного зв'язку по мережі B-ISDN (широкосмугова цифрова мережа з інтеграцією служб).
- H.320 — для організації мультимедійного зв'язку по мережі вузькосмугової ISDN.
- H.321 — для організації мультимедійного зв'язку по мережі з асинхронним режимом перенесення (ATM)
- H.322 — для організації мультимедійного зв'язку по локальних мережах (LAN)
- H.324 — для організації мультимедійного зв'язку по комутованій телефонній мережі загального користування (PSTN)

Стандарт H.323, як мінімум, визначає протоколи для двоточкової передачі звукових сигналів в режимі реального часу між двома терміналами в мережі з комутацією пакетів, яка не забезпечує гарантованої якості обслуговування. Повне охоплення H.323 набагато ширше, в ньому розглядаються питання міжмережевого конференц-зв'язку між безліччю терміналів, які підтримують не тільки передачу звукових сигналів, але також відео і даних.

## Архітектура H.323
Для спільної реалізації H.323 потрібно чотири логічних об'єкта або компонента: термінал, шлюзи (GW), гейткіпер (gatekeeper, GK) та блоки управління багатобічним зв'язком (MCU).

## Термінал H.323
Термінал або клієнт — це кінцевий пункт, який є джерелом і одержувачем потоків даних H.323 і сигналізації. Це може бути мультимедійний ПК з H.323-сумісним стеком протоколів або автономний пристрій, такий як IP-телефон з USB (універсальна послідовна шина), який передбачає двосторонній зв'язок у реальному часі з іншим терміналом H.323, шлюзом або MCU.
Між кінцевими пунктами можуть встановлюватися тільки телефонні з'єднання, телефонні з'єднання і передача даних, телефонні з'єднання та відео, або телефонні з'єднання, передача даних і відео.

## Шлюз (GW)
Шлюз є додатковим компонентом в мережі з можливостями H.323. Коли потрібно організувати зв'язок між різними мережами (наприклад, між мережею на базі IP і мережею PSTN), шлюз на інтерфейсі необхідний.
Шлюз H.323 є крайовим пунктом H.323, який забезпечує двосторонній зв'язок у реальному часі між терміналами, що відносяться до мереж з різними стеками протоколів. Наприклад, є можливість налаштувати для терміналу H.323 конференц-зв'язок з терміналами на базі H.320 або H.324 через відповідний шлюз.
Шлюз забезпечує трансляцію формату даних, трансляцію управління-сигналізації, трансляцію аудіо і відео кодеків, а також налаштування з'єднання і функції завершення на обох сторонах мережі. Залежно від типу мережі, в якій вимагається трансляція, шлюз може підтримувати кінцеві пункти H.310, H.320, H.321, H.322 або H.324.

## Гейткіпер (GK)
Гейткіпер — дуже корисний, але необов'язковий компонент мережі з можливостями H.323. Гейткіпер забезпечує трансляцію адрес і управляє доступом до мережевих ресурсів для терміналів H.323, GW і MCU.
Крайовий пункт сам реєструється в GK. Всі кінцеві пункти H.323, зареєстровані в одному GK, утворюють зону H.323.
Гейткіпер надає кілька послуг для всіх кінцевих пунктів у цій зоні. До цих послуг належать такі:
- Трансляція адреси — GK транслює псевдоніми H.323 в IP-адреси сигналізації з'єднання (особливо корисно для кінцевих пунктів з динамічними IP-адресами). Гейткіпер підтримує базу даних для трансляції між псевдонімами (такими як міжнародні телефонні номери) і мережевими адресами.
- Управління допуском та доступом кінцевих пунктів — це управління може ґрунтуватися на даних про наявність пропускної здатності, обмеженнях на кількість одночасних викликів H.323 або про переваги кінцевих пунктів при реєстрації.
- Управління пропускною здатністю — адміністратори мережі можуть управляти пропускною здатністю, визначаючи обмеження на число одночасних викликів і обмежуючи авторизацію конкретних терміналів на посилку викликів в певний час.
- Можливості маршрутизації — GK може маршрутизувати всі вхідні або вихідні дзвінки в своїй зоні. Таким чином, можна зберігати облікову інформацію про виклики для виписування рахунків (білінгу) і забезпечення безпеки. Гейткіпер може перенаправити виклик у відповідний шлюз, ґрунтуючись на відомостях про наявність пропускної спроможності.

Перемаршрутизацію можна використовувати для розгортання додаткових послуг, таких як мобільна адресація, переадресація виклику і переадресація голосової пошти.

## Блок управління багатобічним зв'язком(MCU)
Турботою MCU, як додаткового компонента мережі з можливостями H.323, є організація багатосторонніх конференцій. Він включає в себе:
- Обов'язковий Контролер багатостороннього зв'язку (MC) — використовується для сигналізації установки з'єднання та управління конференцією
- Додатковий Процесор багатостороннього зв'язку (MP) — використовується для комутації/змішування мультимедійних потоків, а іноді для транскодування в реальному часі прийнятих потоків аудіо/відео

Хоча MCU є окремим логічним блоком, він може об'єднуватися з терміналом, шлюзом або гейткіпером.
MCU необхідний в централізованій багатосторонній конференції, де кожен термінал організовує безпосереднє з'єднання з MCU. MCU визначає можливості кожного терміналу і передає кожному змішаний мультимедійний потік. У децентралізованій моделі багатосторонньої конференції MCU гарантує можливості організації зв'язку, але мультимедійні потоки транслюються по безлічі адрес і змішування проводиться в кожному терміналі.

## Стек H.323 складають наступні протоколи
Управління з'єднанням і сигналізація:

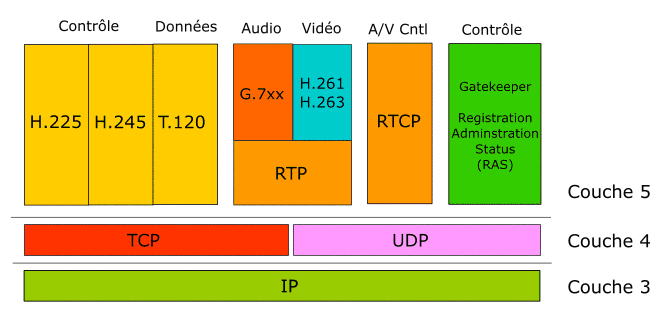
Стек протоколів H.323

- H.225.0: Протоколи сигналізації та пакетування мультимедійного потоку (використовується підмножина протоколу сигналізації Q.931).
- H.225.0/RAS: Процедури реєстрації, допуску та стан
- H.245: Протокол управління для мультимедіа

Обробка звукових сигналів:
- G.711: Імпульсно-кодова модуляція тональних частот.
- G.722: Кодування звукового сигналу 7 кГц в 64 кбіт/с
- G.723.1: Мовні кодери на дві швидкості передачі для організації мультимедійного зв'язку зі швидкістю передачі 5.3 і 6.3 кбіт/с.
- G.728: Кодування мовних сигналів 16 кбіт/с за допомогою лінійного передбачення з кодуванням сигналу збудження з малою затримкою
- G.729: Кодування мовних сигналів 8 кбіт/с за допомогою лінійного передбачення з алгебраїчним кодуванням сигналу збудження сполученої структури

Обробка відеосигналів:
- H.261: Відеокодеки для аудіовізуальних послуг зі швидкістю P 64 кбіт / с
- H.263: Кодування відеосигналу для передачі з малою швидкістю

Конференц-зв'язок для передачі даних:
- T.120: Це стек протоколів (який включає T.123, T.124, T.125) для передачі даних між кінцевими пунктами. Він може використовуватися для різних додатків в області Спільної Роботи (Collaboration Work), такий як колективне редагування растрових зображень, спільне використання додатків і спільна організація документів. У T.120 використовується багаторівнева архітектура подібна моделі OSI.

Мультимедійна передача: 
- RTP: Транспортний протокол реального часу
- RTCP: Протокол управління передачею в реальному часі

Забезпечення безпеки: 
- H.235: Забезпечення безпеки та шифрування для мультимедійних терміналів мережі H

Додаткові послуги: 
- H.450.1: Узагальнені функції для управління додатковими послугами в H.323.
- H.450.2: Переклад з'єднання на телефонний номер третього абонента
- H.450.3: Переадресація виклику
- H.450.4: Утримання виклику
- H.450.5: Парковка виклику (park) і відповідь на виклик (pick up).
- H.450.6: Повідомлення про виклик, що надійшов в стані розмови
- H.450.7: Індикація повідомлення, що очікує
- H.450.8: Служба ідентифікації імен
- H.450.9: Служба завершення з'єднання для мереж H.323